# 암모산화

아크릴로나이트릴은 프로필렌의 산화에 의해 산업적 규모로 생산된다.

암모산화(Ammoxidation)는 유기화학에서 암모니아(NH3)와 산소(O2)를 사용하여 나이트릴(R−C=N)을 생산하는 공정이다. 암모산화 공정이 오하이오주 스탠다드 오일에서 개발된 것을 인정하여 SOHIO 공정이라고도 한다. 일반적인 기질은 알켄이다. 이러한 방식으로 매년 수백만 톤의 아크릴로나이트릴이 생산된다.
{\displaystyle {\ce {CH3CH=CH2 + 3/2 O2 + NH3 -> N#CCH=CH2 + 3 H2O}}}

## 같이 보기
- 하이드로아미노화